# Френско-испанска война
Френско-испанската война (1635 – 1659 г.) се развива в контекста на Тридесетгодишната война, но започва и завършва по-късно, така че може да се смята за самостоятелно събитие. С обявяването ѝ Франция подкрепя протестантския лагер, а Испания – католическия.
Традиционно се смята, че Франция е агресивната страна и че тази война е част от цялостния ѝ възход през 17 век, но напоследък се приема, че всъщност испанският пръв министър граф-херцог Оливарес подготвя войната след 1631 г. и обявяването ѝ от страна на кардинал Ришельо е превантивна мярка. Войната се развива в изключително неблагоприятен за Испания контекст. Страната воюва на три фронта срещу Франция, във Фландрия, Италия и Пиренеите; срещу протестантските държави; през 1640 избухват въстания в Португалия и Каталония, които изискват огромни средства и усилия; Испания води морска война срещу Холандия, Франция и Англия. Французите също изпитват затруднения, сред които се откроява Фрондата.

## Ход на военните действия

### 1635 – 1648 г.
Войната срещу Франция започва с голям успех на Хабсбургите. Съвместното австро-испанско настъпление от Рейнланд и Нидерландия едва не довежда до падането на Париж през 1636 г. и само лошото снабдяване и избухването на епидемия попречват на крайния успех. Но ако от една страна испанският крал Фелипе IV и Оливарес могат да вярват, че са дали заслужен урок на своя противник, Ришельо разбира, че трябва да мобилизира всички сили на страната си. През 1637 г. нашествениците са изгонени от Франция, а на следващата – френската армия обсажда бискайската крепост Фуентерабия. Въпреки че обсадата е неуспешна, това събитие бележи началото на десетгодишен период, през който инициативата непрекъснато се държи от французите. През същата година те печелят морската битка при Гуетария, а през 1639 г. нахлуват на територията на Каталония, но северно от Пиренеите. Обсаждат крепостта Салс, която пада на 19 юли. Възможно е Оливарес да е замислял контраатака и да е имал необходимите ресурси, но избухването на революцията в Каталония (виж Голяма испанска криза 1640 – 1668) проваля всичките му намерения.
В следващите години Испания е осъдена на пасивност във външната политика, докато се справи с вътрешните си проблеми. Двете области на политиката неизбежно се смесват, когато Каталония се признава за част от Франция и Луи XIII дръзко приема това. Едва ли има по-голямо унижение за Фелипе IV от това една от неговите провинции да премине към неговия непосредствен противник и той да няма никаква възможност да се противопостави. Разбира се, Франция се възползва от всеки случай да уязви Испания и затова моментално подкрепя португалците, щом и те въстават (декември 1640 г.).
Освен в Испания войната има и друг фронт – в Нидерландия. Там нещата също не вървят добре, тъй като голямата испанска армия в тази област (88 000 д.) е поставена на два фронта между холандците на север и французите на юг и изнемогва. През 1642 г. тя печели победата при Онекур, но на следващата година идва трагичното поражение на испанците в битката при Рокроа, нанесено им от 22-годишния принц дьо Конде (19 май). Тази битка е с огромно психологическо значение, защото за пръв път испанските пехотинци (tercios) са победени в открит бой. Не е случайно, че в следващите години Испания губи важната крепост Гравлен (1646) и ключовото пристанище Дюнкерк (1647). През 1648 г. надмощието на Франция е потвърдено блестящо чрез нова победа на нейните армии, този път при Ланс. Това са все победи на Конде, кой се превръща в страшилище за испанците. По ирония на съдбата по време на гражданската война във Франция, наречена Фронда, Конде се принуждава да бяга от страната и отива тъкмо при испанците, които го приемат и го назначават за главнокомандващ на армията си в Нидерландия.
Военни действия се водят и в Италия, където французите атакуват испанския съюзник Генуа (1643), а по-късно – и испанското владение Милано, но обсадите се оказват неуспешни. През 1647 г. в друго испанско владение – Неапол, избухва въстание. Френският пръв министър Мазарини изпраща свой кандидат да заеме неаполитанския престол, когото въстаниците приемат въодушевено, но не му помага с достатъчно войски и испанците възстановяват контрола си над областта.

### 1648 – 1659 г.
Вероятно войната би приключила около 1649 г. ако не беше въстанието на парижкия народ, подкрепен от парламента, а после от принцовете, наречено Фронда. Самият Конде е сред въстаниците и след неуспеха на въстанието преминава на испанска служба. Това дава на испанците възможност за контрадействия. Те прогонват французите от Италия и Нидерландия, като превземат Казале и Дюнкерк през 1652 г., но по-важното е, че си връщат Каталония, чиято столица Барселона също е превзета през 1652 г.
Когато Фрондата приключва, Франция тръгва в ново настъпление, но търпи унизителен провал. През 1655 г. армиите ѝ са разбити при Павия в Италия и Мазарини най-после разбира, че трябва да изостави плановете си относно тази област. През 1656 г. поражението при Валансиен допълва мрачната картина. Единственият ход за Мазарини остава да привлече английския диктатор Оливър Кромуел на своя страна. Общите действия на Англия и Франция се оказват твърде енергични за изтощената Испания. След като маршал Тюрен разгромява Конде в битката при дюните през юни 1658, Дюнкерк пада в английски ръце, а Испания приема да преговаря. Според Пиренейския мирен договор от 7 ноември 1659 г. Испания отстъпва на Франция Русийон (окупиран още през 1642) и Артоа, а младия френски крал Луи XIV се ангажира да опрости Конде и да го приеме отново на френска служба.

## Последици
Френско-испанската война и Пиренейският мирен договор представляват важен вододел в европейската история. Това е моментът, когато Испания престава да бъде водеща сила на континента и отстъпва това място на Франция. Неслучайно много историци наричат договора „списък от отстъпки на Испания спрямо Франция, а не израз на държавничество и принципи“. Има и критични мнения, но общото виждане по въпроса е такова. Важен момент в края на войната е бракът, сключен между младия Луи ХІV и испанската принцеса Мария-Тереза. Той е планиран отдавна от Мазарини с цел Франция да може да заяви претенции към испанското наследство. Испания решително е отказвала неговите предложения, но сега фактически няма избор и въпреки че принцесата е задължена да се откаже от правата си, за всички е ясно, че Луи ще намери начин да заобиколи този отказ.